# Roman Myśliwiec (żołnierz)
Roman Myśliwiec, ps. „Wrzos” i „Roman” (ur. 21 kwietnia 1924, zm. 13 lutego 2004 w Jaśle) – podporucznik Armii Krajowej.

## Życiorys
Żołnierz Oddziału Partyzanckiego OP-11, Inspektoratu Jasło, dowódca oddziału dywersyjnego NOW w pow. jasielskim (wrzesień 1944-marzec 1945). Dowódca oddziału podziemia antykomunistycznego w pow. jasielskim (marzec-październik 1945). Wieloletni wiceprezes Oddziału Związku Inwalidów Wojennych RP w Jaśle. Aktywny działacz Światowego Związku Żołnierzy Armii Krajowej.
Urodził się 21 kwietnia 1924 w Jaśle, gdzie do wybuchu wojny mieszkał i uczył się. W 1942 wstąpił do Narodowej Organizacji Wojskowej (NOW), zagrożony aresztowaniem w 1943 został skierowany do oddziału AK OP-11 pod dowództwem Józefa Czuchry „Orskiego”. W OP-11 ukończył szkołę oficerską.

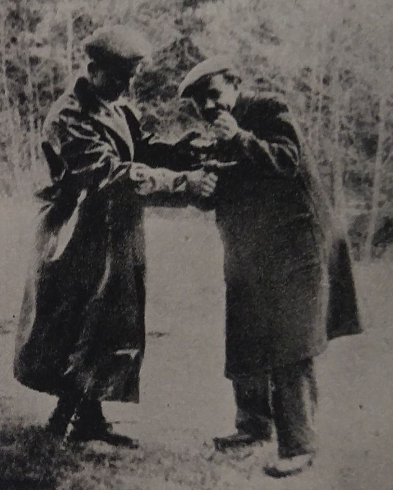
OP-11 R. Myśliwiec i W. Pikul, lata 1943–1944

W 1944 jasielski Komendant NOW Władysław Szewczyk ps. „Sielski” powierzył mu zorganizowanie Oddziału dyspozycyjnego do ochrony sztabu NOW i Delegata Rządu emigracyjnego na powiat jasielski, ówczesnego prezesa Stronnictwa Narodowego Adolfa Kośka.
Do momentu wkroczenia do Jasła Armii Czerwonej oddział Romana Myśliwca prowadził akcje zbrojne przeciwko okupantowi niemieckiemu. Między innymi dokonał zamachu na Dyrektora Rafinerii Nafty w Niegłowicach, Fritza Kubelkę, a także ocalił z płonącego Jasła archiwum komendy Obwodu Armii Krajowej. Swoje działania oddział prowadził do października 1945.
Z powodu trudnej sytuacji finansowej oddziału za zgodą przełożonych 17 października 1945 Roman Myśliwiec ujawnił oddział w ramach ogłoszonej amnestii, składając broń i wyposażenie. Aresztowany w marcu 1945 był przetrzymywany w Gorajowicach skąd zbiegł. Aby uniknąć kolejnego aresztowania przeprowadził się do Wrocławia, a później Gdańska.
Na początku 1946 jego oddział Pogotowia Akcji Specjalnej zamordował w Jasielskiem troje Żydów (dwóch mężczyzn i kobietę) kierując się stereotypem żydokomuny.
Ponownie aresztowany 17 grudnia 1946 r. w Elblągu. Przeszedł śledztwo w PUBP w Gdańsku i po przetransportowaniu w WUBP w Rzeszowie. Z rzeszowskiego aresztu zbiegł 19 III 1947 r. i po nielegalnym przekroczeniu granicy przez Czechosłowację dotarł do amerykańskiej strefy okupacyjnej w Niemczech i do Francji. Służył w Polskim Kontyngencie Wojskowym.
Powrócił do Polski na mocy amnestii w 1956 r. Po powrocie do Polski wielokrotnie przesłuchiwany przez UBP.
Od lat 70. był sekretarzem, a potem wiceprezesem Oddziału Jasielskiego Związku Inwalidów Wojennych w Jaśle.
OD 1990 współpracował z Obiektywem Jasielskim prowadząc rubrykę historyczną. Był znanym w Jaśle edukatorem postaw patriotycznych
Zmarł 13 lutego 2004 w Jaśle. Pochowany został na cmentarzu parafialnym w Trzcinicy.

## Odznaczenia
- Krzyż Kawalerski Orderu Odrodzenia Polski – 1990
- Krzyż Armii Krajowej – 1994
- Krzyż Partyzancki – 1987
- Medal Zwycięstwa i Wolności – 1987
- Patent Weterana Walk o Wolność i Niepodległość Ojczyzny – 1999
- Odznaka Weterana Walk o Niepodległość – 1994

## Życie prywatne
Jego brat Marian Myśliwiec (1925-2003) również należał do NOW i AK w powiecie jasielskim. Miał czwórkę dzieci. Był ojcem Romana Myśliwca, prekursora współczesnego polskiego winiarstwa.